# Idioma luchazi
Luchazi (Lucazi, Chiluchazi) es una  lengua bantú de Angola y Zambia. El misionero Emil Pearson creó Ngangela como lenguaje estándar mezclando Idiomas Mbunda, Luchazi, Luvale y Luimbi, para permitir una sola traducción de la Biblia para las cuatro comunidades. Variedades étnicamente distintas, muchas de las cuales se incluyen bajo el término genérico Ngangela, son todas "completamente inteligible". Estos son: Luchazi, Nyemba, Mbwela de Angola (Ambuella, Shimbwera, no confundir con Mbwela de Zambia), Nkangala, Mbunda, Luimbi (Lwimbi), Yauma, Songo, Chimbandi y Ngondzela. Por tanto, es muy erróneo sugerir que Ngangela es Luchazi.

## Fonología

### Consonantes
La siguiente tabla muestra todas las consonantes en Luchazi:
|             |             | Labial | Alveolar | Palatal | Velar  | Labial- velar | Glottal |
| ----------- | ----------- | ------ | -------- | ------- | ------ | ------------- | ------- |
| Plosiva     | sorda       | p      | t tʲ1    | t͡ʃ      | k      |               |         |
| Plosiva     | prenasal    | ᵐpʰ ᵐb | ⁿtʰ ⁿd   | ᶮd͡ʒ     | ᵑkʰ ᵑɡ |               |         |
| Africada    | Africada    |        | t͡s1      |         |        |               |         |
| Fricativa   | Sorda       | f      | s        | ʃ2      |        |               | h       |
| Fricativa   | Sonora      | β      | z        |         |        |               |         |
| Aproximante | Aproximante |        | l        | j       |        | w             |         |
| Nasal       | Nasal       | m      | n        | ɲ       | ŋ2     |               |         |

1. Puede que no sean fonemas reales.
2. Ocurren raras veces, solo pueden existir en préstamos.
La posición de los órganos del habla en la producción de consonantes es diferente de la posición adoptada en la producción de sonidos similares en las lenguas europeas. T y D, por ejemplo, son más bajos que en inglés pero más altos que en portugués. L tiene una lengua más plana que en inglés o portugués. Prácticamente todas las consonantes tienen diferencias similares. El lenguaje contiene muchos deslizamientos consonánticos, incluidas las oclusivas prenasalizadas y la africada sibilante alveolar sorda (el sonido ts).

### Vocales[7]
|           | Frontal                          | Trasera                             |                                  |
| --------- | -------------------------------- | ----------------------------------- | -------------------------------- |
| Cerrada   | iː                               | uː                                  |                                  |
| Media     | ɛː                               | Archivo de audio "ɔː" no encontrado |                                  |
| Abierta   | aː                               |                                     |                                  |
| Diptongos | eɪ aɪ au ia ie io iu ua ue ui uo | eɪ aɪ au ia ie io iu ua ue ui uo    | eɪ aɪ au ia ie io iu ua ue ui uo |

La vocal frontal cerrada (i), cuando ocurre antes de otra vocal, se convierte en una semiconsonante y se escribe y, a menos que esté inmediatamente precedida por una consonante, cuando permanece i. Ejemplos: yange, viange.
Las vocales tienen los denominados valores continentales o italianos. Son más cortos cuando no se acentúan y se prolongan cuando se duplican o cuando se acentúan al final de una palabra.
- La vocal a es larga cuando se acentúa, como a en tata, nana.

Corto cuando no está acentuado o antes de dos consonantes o y o s y en adverbios monosilábicos, como a en tata, paya, asa, hanga. Prolongado cuando se dobla o se acentúa al final de una palabra o sílaba. Ejemplo: ku laako.
- La vocal e es larga cuando se acentúa, como a en heta, seza.

Corto cuando no está estresado, como a en hete, seze.
Corto con el valor de e en henga, lenda antes de dos consonantes. Las excepciones son hembo y membo (debido a la coalescencia de vocales). Muchas palabras derivadas del portugués tienen la vocal corta aunque no seguida de dos consonantes. Ejemplos: "pena, papelo, luneta, ngehena", etc. Se prolonga cuando se acentúa al final de una palabra.
- La vocal i es larga cuando se acentúa, como e en tina, sika.

Corto cuando no está acentuado o antes de dos consonantes, como e en citi, linga. En monosilábicos es corto, como "i" en "eso". Ejemplos: ni, ndi. Prolongado cuando está estresado. Ejemplos: ti, fui.
- La vocal o es larga cuando se acentúa, como o en sota, koka.

Corto cuando no está estresado, como "o" en "soko, loto".
Corto, con valor de o en  onga, yoya, kosa, luozi, ndo , antes de dos consonantes o y o s, y a veces antes de z y en algunos monosílabos. La o es larga en "zoza" y "ngozi". A veces se prolonga cuando se enfatiza al final de una palabra. Ejemplo: a.
- La vocal u es larga cuando se acentúa, como u en tuta, fula.

Corto, cuando no está acentuado o antes de dos consonantes o antes de s, como u en futuka, mbunga, kusa.

## Ortografía
Luchazi está escrito usando el alfabeto latino, y la mayoría de los caracteres representan el mismo sonido que en inglés, con algunas excepciones. c se pronuncia como ch en iglesia, n seguida de k o g es siempre nasal como ng en ring, el sonido de v es bilabial en lugar de labiodental.

### Alfabeto
- A - [a/aː]
- B - [β]
- C/Ch - [t͡ʃ/t͡ʃʰ]
- D - [d/d̪/ð]
- E - [ɛ/e/ɛː]
- F - [f]
- G - [g]
- H - [h/x]
- I - [i/iː]
- J - [d͡ʒ]
- K - [k]
- L - [l/ɭ]
- M - [m]
- N - [n]
- Ny - [ɲ]
- O - [ɔ/ɔː]
- P - [p]
- R - [ɹ]
- S - [s]
- Sh - [ʃ]
- T - [t/t̪/θ], [tʲ~t͡s] before [i]
- U - [u/uː]
- W - [w]
- Y - [j]
- Z - [z]

D, G, J, R, y Sh solo existen en préstamos.

### Otras letras
- ai - [aɪ̯]
- au - [aʊ̯]
- ei - [eɪ̯]
- ia - [i̯a]
- ie - [i̯e]
- io - [i̯o]
- iu - [i̯u]
- kh - [kʰ]
- mb - [mb]
- mph - [mpʰ]
- nch - [ɲt͡ʃʰ]
- nd - [ⁿd]
- ng - [ŋg/ŋ]
- nj - [ɲd͡ʒ]
- nk - [ŋkʰ]
- nt - [ⁿtʰ]
- ph - [pʰ]
- th - [tʰ]
- ua - [u̯a]
- ue - [u̯e]
- ui - [u̯i]
- uo - [u̯o]